# Desarrollo psicosexual

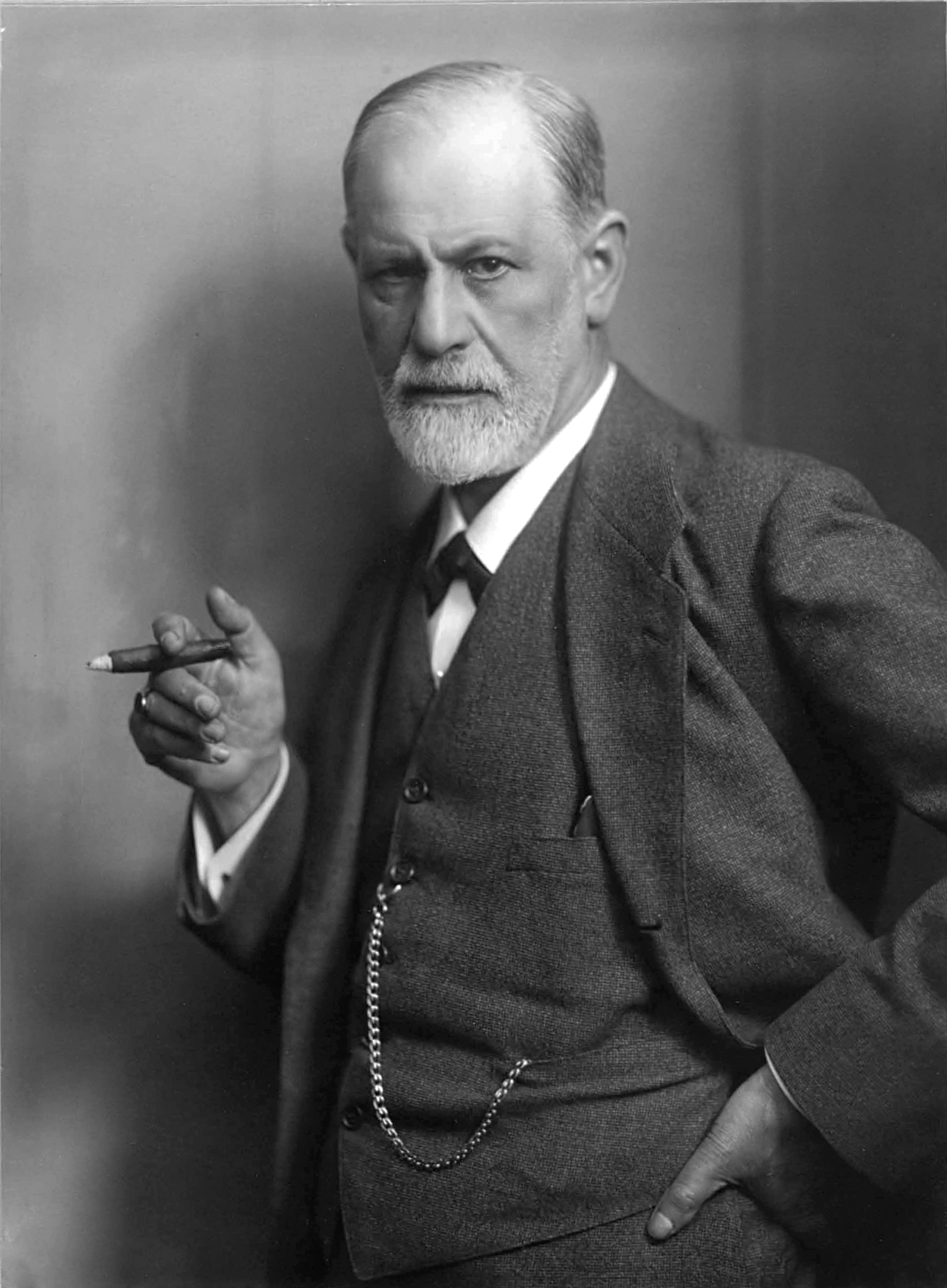
El neurólogo Sigmund Freud, c. 1921.

Desarrollo psicosexual es un concepto central de la teoría psicoanalítica de las pulsiones sexuales que supone que el ser humano está dotado, desde el nacimiento, de una libido (energía sexual) que se desarrolla en cinco etapas (fases oral, anal, fálica, período de latencia y fase genital), de las cuales las tres primeras y la última están caracterizadas por el predominio de una zona erógena rectora, que es la principal fuente de las excitaciones pulsionales durante esa etapa, mientras que en el período de latencia la pulsión no se liga hacia un objeto sexual sino que es sublimada hacia el aprendizaje (la pulsión es constante y dinámica, su fuente es insaciable y busca constantemente la descarga tanto por vía directa como por rodeos). Freud creía que si el niño padecía una frustración sexual en cualquier punto del desarrollo psicosexual, podía experimentar ansiedad y existía la posibilidad de que esta se prolongara en la edad adulta como una neurosis, un trastorno mental funcional.
Sigmund Freud observó que durante las diferentes etapas del desarrollo en la primera infancia, el comportamiento de los niños se organizaba en torno a las excitaciones procedentes de determinadas partes del cuerpo, por ejemplo la boca durante el amamantamiento o el ano durante la enseñanza del control esfinteriano. Argumentó que la neurosis adulta tiene sus raíces en la sexualidad infantil y que, por lo tanto, las conductas adultas neuróticas eran expresiones de sus fantasías y deseos sexuales. Esto se debe a que los humanos son en su infancia perversos polimorfos: los niños pueden extraer placer sexual de cualquier parte del cuerpo y la socialización dirigiría los impulsos libidinales hacia la heterosexualidad adulta. Dada la predictibilidad de la evolución del comportamiento infantil, propuso el desarrollo libidinal como un modelo de desarrollo sexual infantil normal.

## Fases del desarrollo psicosexual

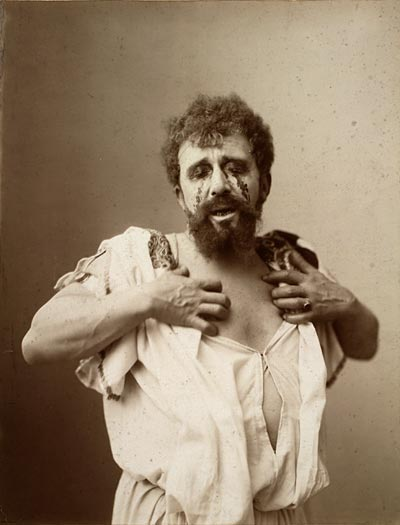
El actor neerlandés Louis Bouwmeester representando a Edipo ya enceguecido en la tragedia de Sófocles. Freud sugiere que el enceguecerse Edipo a sí mismo cuando toma conocimiento del parricidio y el incesto que ha cometido es una figuración simbólica del complejo de castración.

La primera parte del cuerpo que cobraría importancia en calidad de zona erógena, desempeñando esa función desde el momento mismo del nacimiento, es la boca, de suerte que, de inicio, toda actividad psíquica persigue el propósito de una ganancia de placer oral. Aunque la satisfacción pulsional en esa parte del cuerpo se apuntala en la de las necesidades nutricias, Freud advierte que no ha de confundirse fisiología con psicología, dado que el chupeteo del niño no tarda en hacerse independiente de la alimentación, procurándole una prima de placer que cabe denominar sexual. El surgimiento de las primeras mociones sádicas tiene lugar durante esta fase oral y da ocasión de ello la aparición de los dientes. Bien es sabido, sin embargo, que es en la etapa sádico-anal cuando tales impulsos adquieren mayor vigor: la satisfacción queda entonces enlazada a la agresión y la función excretoria. El autor aclara que el carácter libidinal de la agresividad es correlato de la indisoluble mezcla pulsional entre tendencias eróticas y destructivas en la que el sadismo consiste. La satisfacción de una aspiración pulsional netamente destructiva o de aquella porción de la pulsión de muerte que no ha atravesado las fronteras del yo no sería apta para producir sensaciones placenteras, lo que no quita que el masoquismo revele una constitución híbrida similar a la del sadismo. La fase fálica prefigura la conformación sexual adulta y en ella se destaca solo la función de los genitales masculinos, dado que los femeninos son aún ignotos para el niño. Freud considera que es probable las tempranas excitaciones vaginales de las que se habla correspondan en realidad al clítoris, hecho que ―tratándose el clítoris de una estructura homologable al pene― no opone reparos a la designación de esta etapa como fálica. El niño, en su intento de representarse la posibilidad del nacimiento, todavía presta creencia a la teoría de la cloaca, a la cual Freud ―acaso preso de un sintetizador afán biologicista― concede “justificación genética”.
El primer embate pulsional llega a su punto culminante en la fase fálica, después de la cual se precipita su aplacamiento. Si bien tanto el niño como la niña habían subordinado desde el inicio su actividad intelectual a la investigación sexual y creído en la premisa universal del pene, el desarrollo psicosexual de uno y otra divergirá de aquí en más. El varón ingresará en el complejo de Edipo y comenzará a masturbarse, hábito sostenido en fantasías referidas a alguna clase de actividad que involucre a su pene y a su madre ―hablar de coito sería precipitado dado que el niño aún no ha llegado a colegir la existencia de abertura vaginal― y a menudo interrumpido cuando la amenaza de castración sumada al descubrimiento de la ausencia de pene en la niña lo sumen en un gran trauma que dará lugar al período de latencia. Ella, en cambio, extraerá indelebles improntas en su carácter del reconocimiento de estar desprovista de pene o, en los términos del autor, de “su inferioridad clitorídea”, el cual con frecuencia conduciría a que se distanciase de la actividad sexual.
Estas tres etapas no vienen a sustituirse entre sí, sino que toda nueva etapa se superpone a la anterior. En los primeros tiempos del desarrollo psicosexual, cada pulsión fragmentaria se preocupa por granjearse la satisfacción de manera independiente de las otras, y no es sino hasta el advenimiento de la fase fálica cuando se aprecian los primeros esbozos de una constitución pulsional en la que los genitales ganan preeminencia por sobre las aspiraciones correspondientes a otras zonas erógenas. La definitiva conformación sexual solo se instala en la fase genital, sucesora del período de latencia, durante la pubertad. En esta cuarta y última etapa del desarrollo libidinal, aún producen efectos muchas de las primigenias investiduras infantiles, algunas de los acciones destinadas a la satisfacción de los afanes pulsionales parciales son incorporados al comercio sexual en calidad de actos preparatorios, preludios del coito que acarrean la producción de un placer previo, y a otros requerimientos pulsionales no se les admite en la plasmación definitiva de la vida sexual y sucumben a la represión, pudiendo también ser sublimados o contribuir en la formación de rasgos de carácter.
Las inhibiciones en este intrincado desarrollo se manifiestan como lo que Freud denomina “las múltiples perturbaciones de la vida sexual”, las cuales presuponen fijaciones libidinales en fases primitivas, cuyos fragmentarios afanes pulsionales querrán conquistar la satisfacción en perjuicio de la “meta sexual normal”; en esto último consistiría la perversión. Lo más habitual es que los procesos necesarios para alcanzar una constitución normal ni se ejecuten de manera perfecta ni falten por completo, de suerte que el resultado habrá de ser analizado en términos de un relativo fracaso o éxito de tales procesos, cobrando así gran importancia el factor cuantitativo. Una consumación parcial permitiría una instauración de la genitalidad que se vería, empero, empobrecida debido a la incapacidad de buena parte de la libido para sustraerse de las fijaciones y al menoscabo que ello representaría para la síntesis pulsional. Esto también provocaría que, en caso de que el individuo encuentre obstáculos que afecten sus posibilidades de satisfacciones genitales, la libido tienda a regresar a posiciones pregenitales de origen infantil. Freud agrega que los fenómenos, sean normales o no, han de ser analizados tanto desde una perspectiva dinámica como desde una económica, concerniendo esta última a la distribución cuantitativa de la libido; y que las perturbaciones de las que el psicoanálisis se venía ocupando hallaban su etiología en la primera infancia del individuo.

### La sexualidad pregenital
Según explica el propio Freud en Esquema del psicoanálisis (1938), los “principales resultados” del psicoanálisis son los que se listan a continuación:

a. La vida sexual no comienza solo con la pubertad, sino que se inicia enseguida después del nacimiento con nítidas exteriorizaciones.
b. Es necesario distinguir de manera tajante entre los conceptos de «sexual» y de «genital». El primero es el más extenso, e incluye muchas actividades que nada tienen que ver con los genitales.
c. La vida sexual incluye la función de la ganancia de placer a partir de zonas del cuerpo, función que es puesta con posterioridad {nachträglich} al servicio de la reproducción. Es frecuente que ambas funciones no lleguen a superponerse por completo.

Freud sostiene que son palpables ya en la niñez manifestaciones de una vida sexual de pleno derecho cuyo desarrollo se produce con total regularidad y que guardan relación con los fenómenos psíquicos que dominarán la posterior vida erótica de la adultez, entre los que cabe mencionarse la fijación a ciertos objetos y los celos. El desarrollo de la actividad sexual infantil llegaría a su apogeo al final del quinto año de vida, que precede al período de latencia, caracterizado por un aquietamiento pulsional y finalizado el cual el erotismo reemerge durante la pubertad. Freud atribuye un importante papel en el proceso de hominización a tal acometida en dos tiempos de la sexualidad, aparentemente privativa de nuestra especie: menciona la teoría de que el hombre sería descendiente de algún animal cuya maduración genésica habría advenido a los cinco años y agrega que por obra de una importante contingencia ambiental aquel ininterrumpido desarrollo sexual se habría visto perturbado y esto, provocado, entre otras consecuencias, la supresión del carácter periódico de los impulsos libidinales, tan frecuente en el mundo animal. El olvido en el que cae la vasta mayoría de los acontecimientos correspondientes al primer florecimiento de la vida sexual (amnesia infantil) guarda estrecha relación con las hipótesis psicoanalíticas sobre la etiología de las neurosis, así como también con aspectos técnicos del trabajo terapéutico.

#### Fase oral

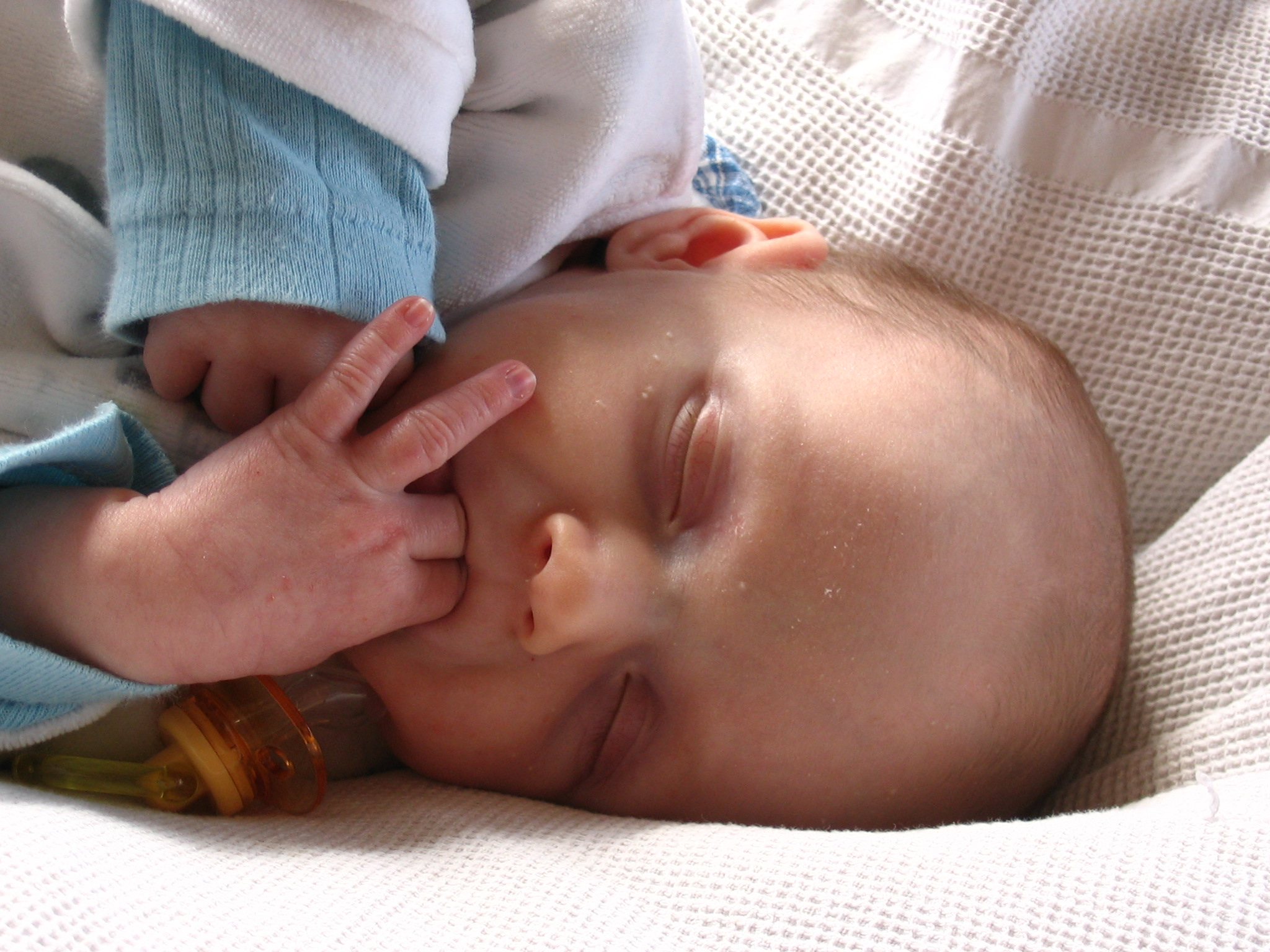
Las necesidades orales pueden satisfacerse chupándose el dedo.

La primera etapa del desarrollo psicosexual es la fase oral, que se extiende desde el comienzo de la vida hasta el primer año de edad. La principal fuente de satisfacción en ese momento reside en la boca y el placer se obtiene fundamentalmente a partir del amamantamiento y de la exploración del entorno a través del llevarse objetos a la cavidad bucal. En esta etapa el ello es la instancia psíquica que domina ya que ni el yo ni el superyó están aún totalmente diferenciados. El bebé no tiene noción de sí mismo y todas sus acciones están guiadas por el principio de placer. El yo, sin embargo, se encuentra en proceso de formación durante esta primera fase y existen dos factores que contribuyen a ese proceso: a) el desarrollo de una imagen corporal, que implica que el niño reconozca su cuerpo como distinto del mundo exterior. Por ejemplo, comenzará a darse cuenta de que uno siente dolor solamente cuando este se inflige al propio cuerpo y así identificará los límites físicos entre su cuerpo y el entorno; b) experiencias implicadas en la postergación de la satisfacción que derivan en la comprensión de que conductas específicas pueden satisfacer ciertas necesidades.
La experiencia clave en esta fase es el destete, durante el cual el niño pierde mucho del íntimo contacto físico inicial con su madre y esto da lugar al primer sentimiento de pérdida. El destete también le provee al bebé conciencia de que no todo está bajo su control y de que la gratificación tampoco es siempre inmediata, sino que puede aparecer aplazada, lo cual lleva a la consolidación de la independencia (puesto que el bebé se forma una idea clara sobre los límites de sí mismo y forma su yo) y de la confianza (en tanto aprende que comportamientos específicos conducen a la satisfacción). Sin embargo, una frustración en la etapa oral (excesiva o escasa gratificación del deseo) podría provocar una fijación en esta fase, caracterizada por la pasividad, ingenuidad, inmadurez y optimismo no realista, que se manifieste en una personalidad manipuladora resultante de una malformación del yo. En caso de un exceso de gratificación, el niño no aprende que él no tiene control sobre el medioambiente y que la satisfacción no siempre es inmediata, lo cual contribuye a la formación de una personalidad inmadura. En caso de gratificación demasiado escasa, el bebé podría llegar a comportarse de manera pasiva al percatarse de que la gratificación no llega a pesar de haber ejecutado la conducta gratificante.

#### Fase anal
En la etapa anal del desarrollo psicosexual, el foco de la energía pulsional (zona erógena) mueve desde el tracto digestivo superior al final inferior y el ano. Esta fase dura desde aproximadamente el 15.º mes hasta el tercer año de vida. Durante la misma la formación del yo continúa.[cita requerida]
De acuerdo a la teoría, la experiencia más importante durante esta etapa es el entrenamiento en la higiene personal. Este ocurre alrededor de los dos años (puede haber diferencias con respecto a la edad según la sociedad que corresponda), y da como resultado un conflicto entre el Ello, que demanda satisfacción inmediata de las pulsiones que involucran la evacuación y las actividades relacionadas con ella (como el manipular las heces) y las demandas de los padres. La resolución de este conflicto puede ser gradual y no traumático, o intenso y tormentoso, dependiendo de los métodos que los padres usen para manejar la situación. La solución ideal vendría si el niño trata de regularse y los padres son moderados, para que el niño pueda aprender la importancia de la limpieza y el orden gradualmente, los cuales dan lugar a una persona adulta controlada. Si los padres ponen demasiado énfasis en la higiene personal mientras el niño decide acomodarse a esta, se puede dar lugar al desarrollo de un comportamiento compulsivo, extendiéndose a lo concerniente con el orden y la pulcritud. Por otra parte, si el niño decide prestar atención a las demandas de su Ello y los padres acceden a esto, el niño probablemente desarrolle una personalidad tendiente al desorden e indulgente para consigo mismo. Si los padres reaccionan, el infante debe cumplir, pero desarrollará un débil sentimiento de sí, ya que los padres son los que controlan la situación, no su propio yo.[cita requerida]

#### Fase fálica

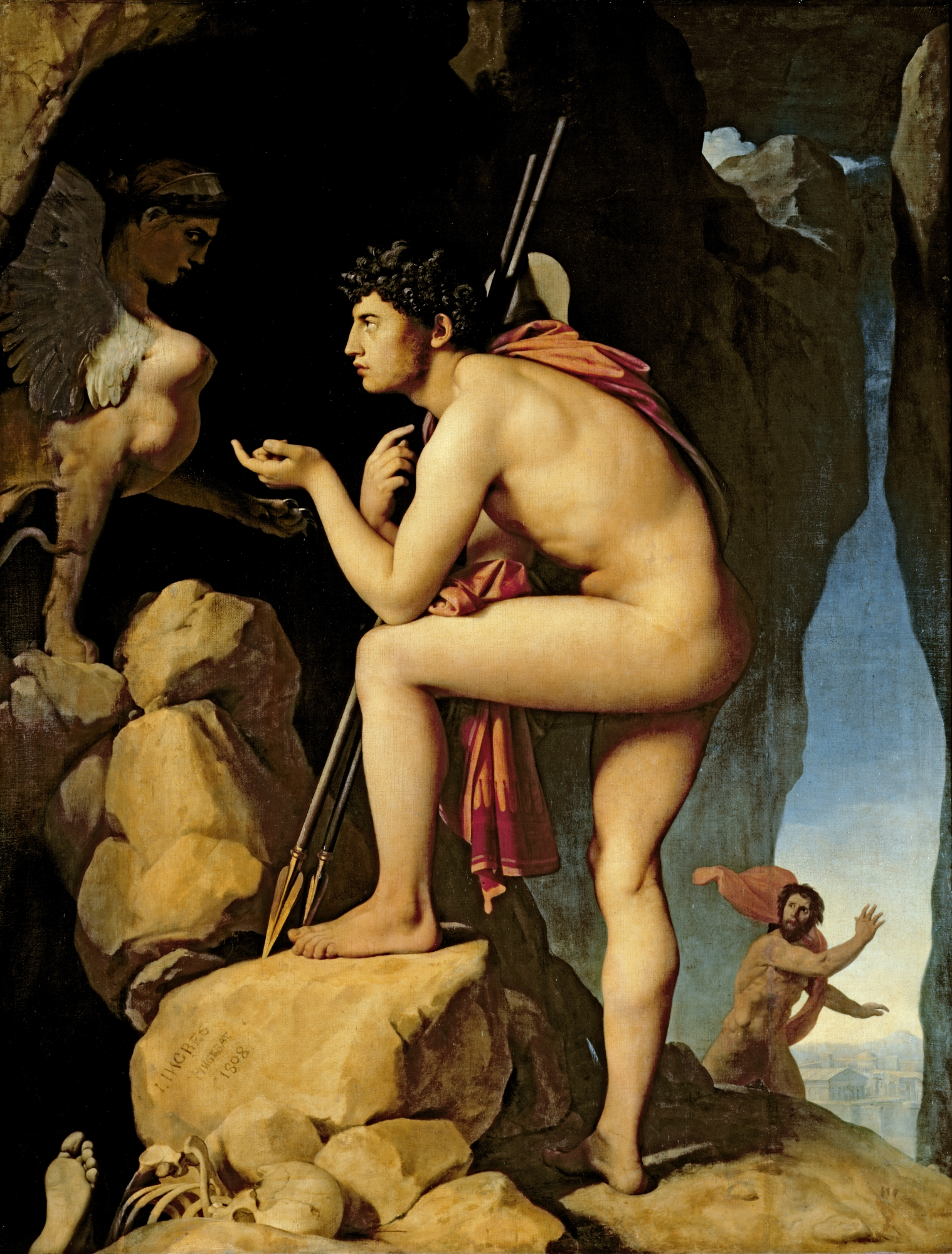
Complejo de Edipo: Oedipus explica el enigma de la esfinge, Jean Auguste Dominique Ingres. (ca. 1805)

La tercera etapa del desarrollo psicosexual es la etapa fálica, que abarca desde los tres a seis años, en los cuales los genitales del niño son su principal zona erógena. Es en esta tercera etapa de desarrollo infantil que los niños se vuelven conscientes de su propio cuerpo, los cuerpos de los otros niños, y los cuerpos de sus padres, y satisfacen la curiosidad física por desnudarse y explorarse entre sí y los genitales, y así aprender la física (sexual), las diferencias entre lo "masculino" y lo "femenino" y las diferencias de género entre el "niño" y la "niña". En la etapa fálica, la experiencia psico-sexual decisiva de un niño es el complejo de Edipo, su competencia es el padre por la posesión de la madre. Este complejo psicológico deriva del personaje mitológico griego del siglo V a. C. de Edipo, que sin querer, mató a su padre, Layo, y poseía sexualmente a su madre, Yocasta. Análogamente, en la fase fálica, la experiencia psicosexual decisiva de una niña es el complejo de Electra, su competencia es la madre por la posesión psicosexual del padre. Este complejo psicológico deriva del personaje mitológico griego del V siglo a. C. de Electra, quien cobró venganza matricida a Orestes, su hermano, en contra de Clitemnestra, su madre, y Egisto, su padrastro, por el asesinato de Agamenón, su padre, (cf. Electra, de Sófocles).
Inicialmente, Freud aplicó igualmente el complejo de Edipo al desarrollo psicosexual de los niños y niñas, pero luego desarrolló los aspectos femeninos de la teoría como la actitud femenina de Edipo y el complejo de Edipo negativo; Sin embargo, fue su alumno-colaborador, Carl Jung, quien acuñó el término complejo de Electra en 1913. No obstante, Freud rechazó el término de Jung como psicoanalíticamente inexacto: "lo que hemos dicho sobre el complejo de Edipo se aplica con rigor completo solo al hijo varón, y que tienen razón en rechazar el término 'complejo de Electra', que busca destacar la analogía entre la actitud de los dos sexos".
A pesar de que la madre sea el progenitor que satisfaga todos los deseos del niño, este último comienza a formar una identidad sexual discreta — "chico", "chica" — que altera la dinámica de la relación entre padres e hijos, los padres se convierten en el foco de la energía libido infantil. El niño centra su libido (deseo sexual) en su madre, y los celos y rivalidad emocional contra su padre - porque es el que duerme con la madre. Para facilitar lo que lo une con su madre, el niño quiere unirse a la madre y matar al padre (al igual que Edipo), pero el yo, pragmático basándose en el principio de la realidad, sabe que el padre es el más fuerte de los dos hombres que compiten para tener una mujer. Sin embargo, el niño también quiere al padre, por eso sus sentimientos son ambivalentes sobre el lugar de su padre en la familia, que se manifiesta como miedo a que el padre lo castre, dicho miedo es irracional, una manifestación inconsciente de la identificación infantil.
Los que proveen resoluciones transitorias del conflicto entre las pulsiones del ello y las del yo son los mecanismos de defensa. El primer mecanismo de defensa es la represión, que implica el bloqueo de recuerdos, impulsos e ideas desde la mente consciente, pero no conduce a una resolución definitiva del conflicto. El segundo mecanisno de defensa es la identificación que implica la incorporación de las características del padre del mismo sexo dentro del propio yo del niño. El varón, adoptando este mecanismo busca reducir el miedo a la castración, ya que su similitud con el padre le hace pensar que lo protegerá de él. La identificación de las niñas con su madre es más fácil ya que se da cuenta de que ni ella ni su madre tienen pene. Algunas escuelas de psicoanálisis consideran que la dinámica psicosexual presentada en niñas en este punto de su desarrollo tiene su término (sin embargo Freud no lo considera así) en el Complejo de Electra. La teoría freudiana de la sexualidad femenina ha sido duramente criticada, particularmente lo que se refiere a la envidia del pene, y por lo tanto no son antagonistas.
La competencia psicosexual no resuelta por el padre del sexo opuesto puede producir una fijación de fase-fálica que dará lugar a una mujer adulta que continuamente se esfuerce por superar a los hombres (a saber, envidia del pene), o bien como una mujer extraordinariamente seductora (alta autoestima) y que coquetea, o como una mujer inusualmente sumisa (baja autoestima). En un niño, una etapa de fijación fálica podría llevarlo a convertirse en un hombre excesivamente ambicioso y vanidoso. En general, el Complejo de Edipo es muy importante para el desarrollo del superyó, ya que, a través de la identificación con uno de los padres, el niño internaliza la moral, y en consecuencia, la elección de cumplir con las normas sociales, en lugar de tener que cumplirlas mediante acto reflejo por miedo al castigo.[cita requerida]

##### El complejo de Edipo en el niño
Sin dejar de reconocer la importancia de las impresiones dejadas por experiencias accidentales en el curso del desarrollo de un individuo, Freud hace mayor hincapié en otra que todos los niños habrían de atravesar ―y que no dependería entonces de lo contingente―, dado que es consecuencia del largo período que viven bajo la protección de sus padres, a saber el complejo de Edipo, personaje mitológico helénico que tras asesinar a su padre, Layo, contrae matrimonio con su madre, Yocasta. En el hecho de que en la fase fálica cobre por primera vez expresión psicológica la diferencia entre los sexos encontraría su causa el que el atravesamiento del complejo de Edipo no suponga una situación simétrica para varones y mujeres.
El niño encuentra su primer objeto erótico en el pecho de la madre, de suerte que el amor nacería apuntalado en la satisfacción de la necesidad de alimentarse. Ese pecho, sin embargo, no es reconocido al principio como ajeno al cuerpo propio. Cuando finalmente se le concede tal estatuto y “trasladado hacia «afuera»” ―lo cual se produce en virtud de todas aquellas ocasiones en las que el niño lo echa de menos―, arrastra con él cierto monto de libido originariamente narcisista. Este primer objeto es más tarde completado en la persona de la madre. Al procurarle ella con sus cuidados variadas sensaciones corporales, termina por convertirse en la primera seductora de su hijo. La madre adquiere una significatividad sin parangón para niños de ambos sexos, al punto que se convertirá en el arquetipo de todas las posteriores relaciones amorosas del individuo.
Cuando el varón ingresa en la fase fálica, comienza a prodigarse sensaciones placenteras a través de la masturbación. Fantasea con la idea de poseer a su madre corporalmente, se muestra orgulloso de la posesión de su pene y busca seducirla mostrándoselo. Desea tomar el lugar de su padre, quien representa para él “su envidiado arquetipo por la fuerza corporal que en él percibe y la autoridad con que lo encuentra revestido”. El padre se convierte, pues, en un competidor del que le gustaría deshacerse. Cuando ocurre que el padre se ausenta temporalmente y la madre le permite dormir a su lado hasta el retorno de aquel, lo primero le supone una gran satisfacción, mientras que lo segundo produce en él un importante desencanto. Como es sabido, en esto consiste el célebre complejo de Edipo.

##### El complejo de castración en el niño
A menudo la madre llega a colegir que es ella el estímulo que atiza la excitación sexual de su hijo. Si se dispusiera a prohibirle la masturbación, comprobará que no es mucho lo que consigue con su empeño. Entonces, puede recurrir a la amenaza de que ella o, más frecuentemente, el padre del niño lo privarán de su miembro, se lo cortarán. Curiosamente, para que tal advertencia resulte eficaz tuvo que haber tenido lugar antes ―o bien, hacerlo más tarde― otro acontecimiento. Al niño no le resulta creíble que realmente le sea deparado tal castigo, a no ser que la amenaza refresque en él el recuerdo de haber visto en alguna ocasión los genitales femeninos o que tenga oportunidad de verlos al poco tiempo de haber sido conminado a abandonar el onanismo: la ausencia en la mujer de ese órgano que tanto estima en sí mismo lo conduce a prestar creencia a lo que se le ha dicho. De esta manera, cae preso del complejo de castración, “el trauma más intenso de su joven vida”.
Para Freud, también en el mito de Edipo hay indicios de la castración, dado que interpreta el enceguecimiento que el héroe helénico se autoimpone como castigo por su crimen como una figuración simbólica de la misma. El autor no descarta la posibilidad de que el efecto sumamente traumático de tal advertencia se derive de “una huella mnémica filogenética de la prehistoria de la familia humana”, por cuanto el padre efectivamente emasculaba a su hijo varón si se lo descubría con la mujer. Freud atribuye a la circuncisión el ser otra representación simbólica de la castración, la cual habría de reconducirse a la sumisión a la voluntad del padre.
Las profundas repercusiones de la amenaza de castración afectarían la relación del niño con su madre y su padre y, más tarde, con las mujeres y los hombres en su conjunto. Por lo general, el pequeño varón termina retrocediendo frente a esta gran conmoción y, para resguardar su pene, termina por abandonar más o menos completamente sus esfuerzos por convertirse en el amante de su madre. Si fuera portador de un marcado componente femenino, el amedrentamiento de la masculinidad haría que aquel alcanzara un vigor mayor. El niño adopta una actitud pasiva frente al padre y, aunque haya renunciado al onanismo, no abandona la actividad fantaseadora que solía acompañarlo. Por el contrario, al devenir esta la única fuente de satisfacción sexual que conserva, se empeñará más energía en ella. Para Freud, el pequeño varón se identificará en esas fantasías con su padre, pero, a su vez y acaso predominantemente con su madre. A pesar de tal fomento de la femineidad del niño, se incrementarán de manera notable tanto la angustia frente al padre como el odio hacia él. Vestigio de su temprano enamoramiento de su madre será el establecimiento de una hipertrófica dependencia respecto de ella, la cual encontrará su continuación en etapas posteriores de la vida bajo la forma de lo que Freud llama “servidumbre hacia la mujer”. Por muy amilanado que se vea su amor por su madre, no podría permitirse que ella resigne su amor por él, porque de esa manera se expondría al riesgo de que lo delatara frente al padre y de tener que enfrentar la castración. Todo esto sucumbe a una potente represión y, en consonancia con las leyes que rigen en el inconsciente, los sentimientos y reacciones contrapuestos entre sí perduran en el psiquismo al margen de la conciencia, prestos a afectar el desarrollo del yo una vez sobrevenida la pubertad. La maduración genésica tendrá por consecuencia la revitalización de antiguas fijaciones libidinales que no han sido realmente superadas y entonces “la vida sexual se revelará inhibida, desunida, y se fragmentará en aspiraciones antagónicas entre sí.”
Freud aclara que, naturalmente, la amenaza de castración está lejos de producir siempre esos desfavorables efectos en el niño. La magnitud del perjuicio del que su vida sexual sea objeto estará supeditada a unas relaciones cuantitativas. Los complejos de Edipo y de castración son desterrados de la conciencia de forma tan inapelable que la reconstrucción de los mismos como parte del empeño terapéutico ha de enfrentar el escepticismo del adulto. El autor comenta que le habían ofrecido el reparo de que el personaje de la saga griega desconocía el vínculo de sangre que lo ataba al hombre que asesinaba y a la mujer que tomaba por esposa, lo cual apartaría la tragedia sofocleana de la construcción llevada a cabo en un análisis. Freud replica que “la condición de no sapiencia {Unwissenheit} de Edipo es la legítima figuración de la condición de inconsciente {Unbewusstheit} en que toda la vivencia se ha hundido para el adulto”.

##### Complejos de castración y de Edipo: el caso de la niña
Las repercusiones del complejo de castración no serían en las niñas menos profundas que en los varones, aunque sí más uniformes. Aunque se encuentra a salvo de padecer de la angustia de castración, respondería con insatisfacción por haber sido privada de la posesión aquel órgano que ve en el niño, al punto que la envidia de pene marcaría el curso íntegro de su desarrollo. Para Freud, si durante la fase fálica ella procura autosatisfacerse por medio de la masturbación, a menudo no obtendrá más que una satisfacción insuficiente y entonces “extiende el juicio de la inferioridad de su mutilado pene a su persona total.” Generalmente resignaría pronto el onanismo para así no verse enfrentada al recuerdo del órgano genital de mayor tamaño que pudo haber descubierto en algún hermano o compañero de juegos, manteniéndose así apartada de la sexualidad.
En aquellos casos en los que la niña se afincara en su deseo de ser un varón, esta podría más tarde desarrollar comportamientos o elegir una ocupación típicamente masculinos, o bien adoptar una elección homosexual de objeto. La vía alternativa consistiría en el desasimiento de la madre, a quien, presa su hija de la envidia de pene, no puede esta dejar de achacarle el haberla privado, cuando la trajo al mundo, de aquella posesión que su hermano tanto estima en sí mismo. El encono que su madre ahora le suscita la inclina a tomar a su padre como nuevo objeto de amor. La resignación de un objeto erótico va seguida de una identificación con él, de suerte que el fenecimiento de la ligazón-madre de la niña no se alcanza sino a costa de una identificación-madre. La pequeña quiere ocupar el lugar de su progenitora junto a su padre y esta pasa a ser odiada ya no solo por haberla parido desprovista de pene, sino también por celos. El nuevo vínculo que cultiva con su padre se fundamenta primeramente en el “deseo de disponer de su pene”, el cual es luego remplazado por otro deseo, el de recibir de él un hijo.
La secuencia complejo de Edipo-complejo de castración, que así se da en el caso de los varones, aparece invertida en las mujeres (asimetría edípica). La amenaza de castración mueve al niño a abandonar el complejo de Edipo, mientras que la falta de pene lleva a la niña a ingresar en él. Freud sostiene que ella no se expone a grandes riesgos manteniéndose aferrada a su actitud edípica, lo cual se trasluciría en que terminara eligiendo a un hombre por particularidades propias de su propio padre. Su deseo de pene podría finalmente colmarse si llegara a mudar su añoranza del órgano por amor hacia su poseedor, de manera análoga a como en un principio sucedió con el pasaje del pecho de la madre a la persona toda.

##### Complejo de Electra

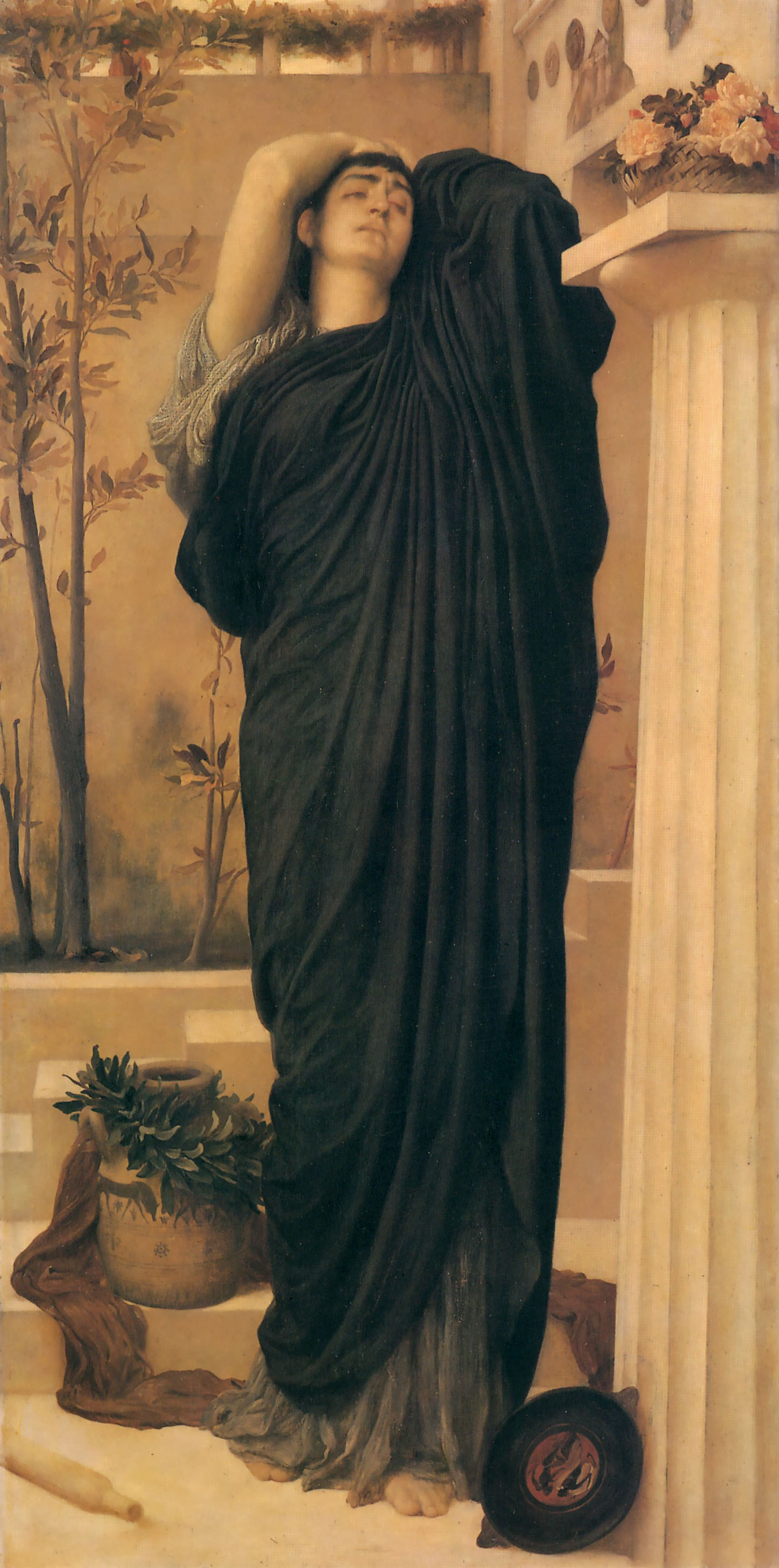
Complejo de Electra: Electra en la tumba Agamemnon, por Frederic Leighton, c.1869

Mientras que el niño desarrolla angustia de castración, la niña desarrolla envidia del pene, envidia sentida por las mujeres frente a los hombres debido a que los hombres poseen pene. Esta envidia tiene sus raíces en el hecho de que sin el pene las mujeres no pueden poseer sexualmente a la madre tal como son conducidas por el Ello. Como resultado de esta comprensión, ella dirige su deseo sexual hacia el padre. Luego, después de la etapa fálica, el desarrollo psicosexual de la niña incluye transferir, total o parcialmente, su principal zona erógena desde la infantil clítoris a la vagina adulta. En algún momento la niña pequeña también debe abandonar su primera elección de objeto, la madre, para tomar a su padre como nueva elección de objeto, más apropiado. Su eventual introducción en la heterosexualidad femenina, que culmina al dar a luz, deja paulatinamente de lado sus tempranos deseos infantiles, y su propio hijo es el que toma el lugar del pene de acuerdo a una antigua equivalencia simbólica. En general Freud consideraba más intenso el conflicto de Edipo experimentado por niñas que el experimentado por varones, dando como resultado, potencialmente, una personalidad más sumisa y menos segura.

### Período de latencia
La cuarta etapa de desarrollo psicosexual es el período de latencia que se extiende desde la edad de seis años hasta la pubertad, en la que el niño consolida los hábitos de carácter que él o ella ha desarrollado en las tres etapas más tempranas del desarrollo psicológico y sexual. Independientemente de que el niño haya resuelto con éxito el complejo edípico, las pulsiones instintivas del ello son inaccesibles para el yo, porque durante la etapa fálica los mecanismos de defensa fueron reprimidos.[cita requerida]
Por lo tanto, como dijo que se retrasan las pulsiones latentes (ocultas) y la gratificación - a diferencia de en la fase oral, anal, y fálica anteriores - el niño debe derivar el placer de la gratificación del proceso de pensamiento secundario, que dirige los impulsos libidinales hacia las actividades externas, tales como la educación, las amistades, los pasatiempos, etc. Cualquier neurosis establecida durante la cuarta etapa, la latente, del desarrollo psicosexual pueden derivar de la resolución inadecuada, ya sea en el conflicto de Edipo o de la falta del yo para dirigir sus energías hacia actividades socialmente aceptables.[cita requerida]

### Fase genital
La quinta etapa del desarrollo psicosexual es la etapa genital, que abarca la pubertad y la edad adulta, por lo que ocupa la mayor parte de la vida de un hombre y de una mujer, cuyo propósito es el desprendimiento de la psicología cognitiva y la independencia de los padres. La etapa genital brinda a la persona la capacidad de enfrentar y resolver sus restantes conflictos infantiles psicosexuales. Al igual que en la etapa fálica, la etapa genital se centra en los órganos genitales, pero la sexualidad es consensual y adulta, en lugar de solitaria e infantil. La diferencia psicológica entre las etapas fálica y genital es que en este última se establece el yo, la preocupación de la persona cambia desde la gratificación-impulsiva principal (instinto) a la aplicación de proceso de pensamiento secundario para gratificar el deseo simbólico e intelectual por medio de la amistad, una relación de amor, la familia y las responsabilidades que conciernen a los adultos.[cita requerida]

## Fijación
Infantilismo sexual: durante esta búsqueda de satisfacción de su libido (deseo sexual), el niño experimenta fracasos y reprimendas por parte de sus padres o la sociedad por lo que podrá asociar la angustia con la zona erógena en particular. Para evitar esta angustia, el niño crea fijación, preocupado por los temas psicológicos relacionados con esta zona en cuestión, que persiste en la adultez y subyace en la personalidad y la psicopatología del hombre o la mujer, incluyendo neurosis, histeria, trastornos de personalidad, etc.[cita requerida]
| Fase     | Rango de edad                   | Zona(s) erógena(s)                | Consecuencias de la fijación psicológica |
| -------- | ------------------------------- | --------------------------------- | --- |
| Oral     | 0-1 años                        | Boca                              | Oralidad Agresiva: Signos que incluyen mascar chicle o lapiceras. Oralidad Pasiva: Signos que incluyen fumar/comer/besar/fellatio/cunnilingus La fijación a esta fase puede dar como resultado pasividad, credulidad, inmadurez y una personalidad fácil de manipular. |
| Anal     | 2-3 años                        | Eliminación intestinal y urinaria | Retención anal: Obsesión con la organización y pulcritud excesiva. Expulsividad anal: Imprudencia, negligencia, rebeldía, desorganización, coprofilia |
| Fálica   | 4-6 años                        | Genitales                         | Complejo de Edipo (tanto en niños como niñas de acuerdo a Freud) Complejo de Electra (solo en niñas, desarrollado por Carl Jung) |
| Latencia | 7-10 años (hasta la pubertad)   | Sentimientos sexuales latentes    | (Las personas no tienden a fijarse a esta etapa, pero si lo hacen, tienden a ser sumamente frustrados sexualmente.) |
| Genital  | 11+ años (Pubertad en adelante) | Intereses sexuales maduros        | Frigidez, impotencia, relaciones insatisfactorias |

## Críticas

### Científica
Una crítica habitual de la validez científica (experimental) de la teoría de la psicología freudiana del desarrollo psicosexual humano es que Sigmund Freud (1856-1939) estaba personalmente obsesionado por la sexualidad humana, por lo tanto, estaba a favor de definir al desarrollo humano con una teoría normativa del desarrollo psicológico y sexual. Por lo tanto, la etapa fálica resultó polémica, por basarse en observaciones clínicas del complejo de Edipo.
En el Analysis of a Phobia in a Five-year-old Boy (Análisis de la fobia de un niño de cinco años de edad) (1909), el estudio de caso del muchacho "Pequeño Hans" (Herbert Graf, 1903-1973), quien padecía equinofobia. La relación entre los miedos de Hans - a los caballos y al padre - derivaban de factores externos tales como el nacimiento de su hermana, y a factores internos, como el deseo su Ello de reemplazar a su padre como compañero de la madre, así como la culpa por disfrutar de la masturbación habitual de un chico de su edad. Por otra parte, admitió querer procrear con la madre se consideró prueba de la atracción sexual del niño al padre del sexo opuesto, era, por consiguiente, un hombre heterosexual. Sin embargo, el joven Hans era incapaz de relacionar los caballos que temía con el temor a su padre. El psicoanalista Freud señaló que "Hans tuvo que haber dicho muchas cosas que no podía decirse a sí mismo" y que "el niño se presenta con pensamientos que hasta el momento no había mostrado signos de poseer".
Muchos críticos de Freud creen que los recuerdos y las fantasías de seducción infantil de reportadas por Freud no eran recuerdos reales, sino construcciones que Freud creó y forzó a sus pacientes. De acuerdo con Frederick Crews, la teoría de la seducción que Freud abandonó a finales de la década de 1890 actuó como un precedente de una ola de falsas acusaciones de abuso sexual infantil entre los años 1980 y 1990.

### Feminista
Contemporáneamente, se critica como sexista a la teoría del desarrollo psicosexual de Sigmund Freud, ya que se informó con su introspección (auto-análisis). Para integrar la libido femenina (deseo sexual) al desarrollo psicosexual, propuso que las niñas desarrollan "envidia del pene". Como respuesta, la psicoanalista neo-freudiana alemana Karen Horney, contrapropuso que las niñas desarrollan "envidia de poder", en lugar de la envidia del pene. Propone, además, el concepto de "envidia del útero y de la vagina", la envidia de los machos de la capacidad femenina para tener hijos, sin embargo, las formulaciones contemporáneas desarrolladas posteriormente argumentaron envidia desde lo biológico (procreación) a lo psicológico (crianza), envidia del derecho de las mujeres de la crianza.

### Antropológica

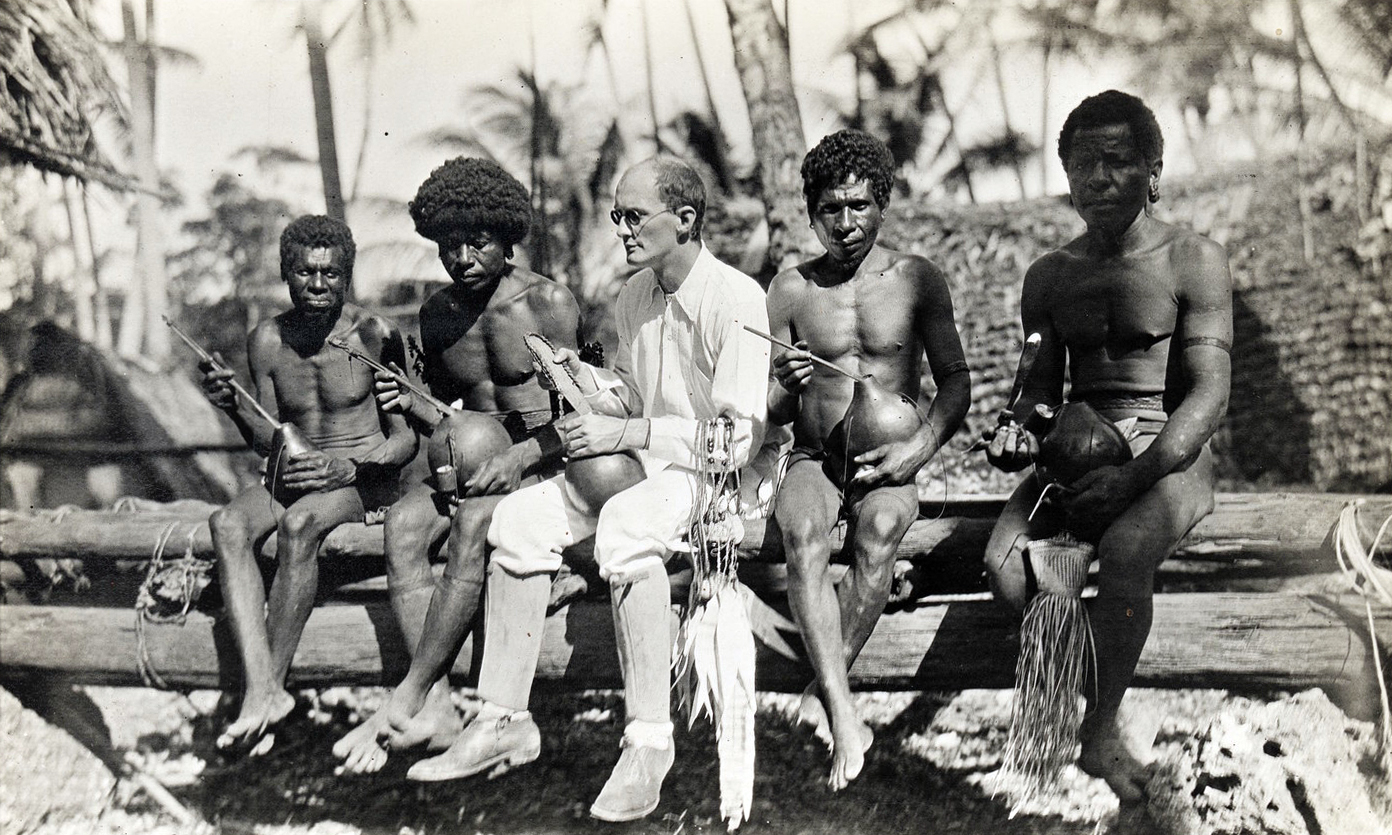
Desarrollo psicosexual: Bronisław Malinowski y nativos, Islas Trobriand (1918)

Ciertos investigadores científicos contemporáneos han criticado la universalidad de la teoría freudiana de la personalidad (ello, yo y superyó) discutiendo en el ensayo Introducción del narcisismo (1914) en el que dijo que: "Es imposible suponer una unidad comparable al yo que exista desde el comienzo". Amplia evidencia documenta un funcionamiento del yo en infantes, incluso en los recién nacidos, contrariamente a lo que Freud sostenía. El recién nacido muestra una sorprendente habilidad para seguir distintos objetivos móviles, diferenciar un estímulo familiar de uno que no lo es y reaccionar positivamente con la persona que lo cuida. Aún más, los niños muestran signos de un superyó en funcionamiento más temprano que lo propuesto por Freud, quien sostenía que asomaba recién luego de que se resolviese el Complejo de Edipo. Consideraciones culturales han influenciado ampliamente las teorías dentro de la perspectiva psicodinámica. Freud indicó que el Complejo de Edipo es universal y esencial para el desarrollo.
Bronisław Malinowski, un antrópologo que estudió el comportamiento de los habitantes de las Islas Trobriand, cuestionó la opinión de Freud acerca del Complejo de Edipo y su universalidad. En la sociedad de Trobriand los varones son disciplinados por los hermanos de sus madres en lugar de sus padres biológicos (sociedad avuncular). Tal como desarrolla en su trabajo, Sexo y represión en la sociedad salvaje (1927), Malinowski encontró que los varones tenían sueños donde el blanco de los miedos no era su padre sino su tío. Basado en esta observación, Malinowski argumentó que el poder, no los celos, es la base para la tensión edípica. Como resultado, Segall et al. hipotetizaron que la teoría freudiana estaba basada en una interpretación equivocada de una variable que da lugar a confusión. Por otra parte, la investigación contemporánea confirma que, si bien los rasgos de personalidad correspondientes a la etapa oral, la etapa anal, la etapa fálica, la etapa latente, y la etapa genital se puedan observar, ellos siguen sin estar claros como fases fijas de la infancia, y como se derivan, desde la infancia, los rasgos de personalidad adulta.

## Modelo sexológico médico
Las ideas científicas modernas sobre el desarrollo psicosexual se reflejaron en el modelo sexológico médico, el cual fue formulado por el científico ucraniano Vyacheslav Kholodny en 2014. Los postulados de este modelo son:
1. El desarrollo psicosexual incluye componentes: la conciencia sexual, estereotipo del rol de género y orientaciones psicosexuales (orientación de una libido y las formas de su realización).
2. La libido contiene componentes conceptuales, platónicos, eróticos y sexuales.
3. Los constituyentes y componentes están formados por una fase de formación de posición y una fase de realización.
4. En el modelo, hay contenido (semántico, escenario) y elementos del cuerpo.